# Adını Feriha Koydum
Adını Feriha Koydum (no Brasil: O Segredo de Feriha) é uma telenovela turca produzida pela Med Yapım e exibida pelo Show TV de 14 de janeiro de 2011 a 29 de junho de 2012. O folhetim foi escrito por Melis Civelek e Sırma Yanık e conta com a direção de Merve Girgin e Barış Yöş.
Conta com as participações de Vahide Perçin, Hazal Kaya, Çağatay Ulusoy, Metin Çekmez, Deniz Uğur, Yusuf Akgün, Ceyda Ateş e Barış Kılıç.

## Enredo
Feriha Yılmaz é uma garota bonita, inteligente e ambiciosa de uma família muito pobre. Seu pai, Rıza, é porteiro em Etiler, um bairro de classe alta de Istambul. Sua mãe, Zehra, limpa casas. Por causa de sua inteligência, Feriha ganha uma bolsa de estudos integral para frequentar uma universidade particular. Ela usa as roupas luxuosas de sua vizinha Cansu, tentando parecer rica. Lá, ela conhece um jovem bonito e rico, Emir Sarrafoğlu, que é conhecido por ser um mulherengo. Feriha mente sobre sua vida devido ao medo de ser rejeitada. Ela e Emir se apaixonam. No entanto, à medida que esse amor cresce, ela fica presa em suas próprias mentiras.
A amiga de Emir, Hande, tem uma queda por ele, enquanto o melhor amigo de Emir, Koray, é apaixonado por Hande. Günce está grávida de Koray e Feriha decide ajudá-los com o aborto. Hande faz com que publiquem uma foto de Koray e Feriha se abraçando na revista. Emir primeiro sente que Feriha estava errada, mas depois acredita nela. Cansu, que é fã de longa data e apaixonada por Emir, fica com ciúmes de Feriha e mostra as fotos da revista ao pai dela, provocando-o a arranjar um casamento entre Feriha e Halil. Depois que Emir sofre um acidente e fica entre a vida e a morte, Feriha termina o noivado e volta para Emir. Emir descobre as falsidades de Feriha e termina com ela. Mais tarde, Feriha é sequestrada por Halil e salva por Emir. Após Riza e Mehmet, irmão gêmeo de Feriha que havia roubado o carro de Emir anteriormente, descobrirem o relacionamento e tentarem afastá-la de Emir, Feriha e Emir fogem juntos e se casam. As famílias de ambos ficam furiosas após descobrirem e rompem laços com eles.
Rüya, uma mulher com quem Emir passou uma noite para se vingar de Feriha quando descobriu suas mentiras, aparece dizendo estar grávida dele. Com o teste de paternidade, descobre-se que o filho não é de Emir. Emir quer proteger Ece, sua ex-namorada, de Yavuz Sanchakter. Cansada dessa situação, Feriha pede a Emir para escolher entre ela e o trabalho. Feriha vai atrás de Emir e acredita equivocadamente que ele escolheu o trabalho. Devido a esse mal-entendido, Feriha se divorcia de Emir em sua ausência e se muda com Levent para os EUA por 3 anos. Emir fica noivo de Ece para protegê-la de Yavuz. Feriha e Emir se reencontram e esclarecem o mal-entendido. Emir termina o noivado e ele e Feriha decidem ficar juntos. 10 dias depois, eles se casam novamente. No entanto, duas rodadas de tiros são disparadas por Halil e Feriha é baleada e morre nos braços de Emir.

## Elenco
| Personagem                        | Ator                       |
| --------------------------------- | -------------------------- |
| Feriha Yılmaz / Feriha Sarrafoğlu | Hazal Kaya                 |
| Emir Sarrafoğlu                   | Çağatay Ulusoy             |
| Zehra Yılmaz                      | Vahide Gördüm              |
| Rıza Yılmaz                       | Metin Çekmez               |
| Sanem İlhanlı                     | Deniz Uğur                 |
| Hande Gezgin                      | Ceyda Ateş                 |
| Koray Onat                        | Yusuf Akgün                |
| Levent Seymen                     | Barış Kılıç                |
| Mehmet Yılmaz                     | Melih Selçuk               |
| Cansu İlhanlı                     | Sedef Şahin                |
| Halil                             | Ufuk Tan Altunkaya         |
| Ünal Sarrafoğlu                   | Eray Özbay, Murat Onuk     |
| Aysun                             | Ahu Sungur                 |
| Seher Yılmaz                      | Neşem Akhan                |
| Gülsüm Karaman / Gülsüm Onat      | Pelin Ermis                |
| Hatice Karaman                    | Ayşegül Uyguner            |
| Lara Atabey                       | Feyza Civelek              |
| Tülin Atabey                      | Ebru Unurtan, Cigdem Irtem |
| Yavuz Sancaktar                   | Emre Koç                   |
| Ece Şahin                         | Yağmur Tanrısevsin         |
| Nevbahar Seymen                   | Nurinisa Yıldırım          |
| Bülent Seymen                     | Sarp Can Köroğlu           |
| Günce                             | Gülşah Fırıncıoğlu         |
| Ömer Yılmaz                       | Kaan Olcay                 |
| Rüya                              | Tuğba Melis Türk           |
| Haldun İlhanlı                    | Özhan Carda                |
| İlker                             | Harun Akyüz                |
| Gülfidan                          | Birgül Ulusoy              |
| Sophie Zehra                      | Leyla Erdoğan              |
| Hassan                            | Aytaç Arman                |
| Nehir                             | Buket Akşitoglu            |
| Orhan                             | Cihan Okan                 |
| Rümeysa                           | Esin Eden                  |
| Azra                              | Simge Defne                |

## Temas e recepção
Segundo Nilüfer Pembecioğlu, Feriha é um símbolo de ansiedade de classe na Turquia; apesar de ter uma educação universitária, ela é forçada a mentir a fim de progredir. Pembecioğlu lista-o como um dos seriados televisivos turcos de maior sucesso e exibido em todo o mundo; era especialmente popular na Bulgária, e foi exibida na Rússia e na Índia e no Paquistão também. No Paquistão, o drama foi ao ar no canal Urdu 1, dublado na língua nacional urdu-paquistanesa e ganhou grande apreciação do público. Na Índia o Zindagi Channel, propriedade da Zee TV Network, transmitiu o programa. Tornou-se um enorme sucesso. A razão por trás de seu sucesso é uma história poderosa e ação natural de todos os artistas. Devido à enorme demanda, o programa foi reeditado na mesma rede desde 12 de maio de 2016. A terceira e última temporada, Adını Feriha Koydum: Emir'in Yolu que até agora não foi exibida na Índia nem no Paquistão por razões desconhecidas, foi transmitido pela primeira vez de 16 de novembro de 2016 a 15 de dezembro de 2016 às 6 da tarde (IST), sob o título Feriha-New Season pela Zindagi TV, por causa da grande demanda de público. Depois de receber ameaças contínuas dos detentores dos direitos da série (de um país do sul da Ásia onde foi ao ar em setembro de 2015), ela foi removida de todos os seus canais on-line oficiais no YouTube e no Daiymotion em fevereiro de 2018.

## Temporadas
| Temporada | Temporada | Episódios | Total de episódios | Transmissão original  | Transmissão original |
| Temporada | Temporada | Episódios | Total de episódios | Início                | Final                |
| --------- | --------- | --------- | ------------------ | --------------------- | -------------------- |
|           | 1         | 24        | 1 - 24             | 14 de janeiro de 2011 | 24 de junho de 2011  |
|           | 2         | 43        | 25 - 67            | 9 de setembro de 2011 | 29 de junho de 2012  |

## Exibição internacional
Foi exibida em Angola pelo canal Kwenda Magic, e em Moçambique pelo canal Maningue Magic com o título Uma Rapariga Chamada Feriha entre 17 de janeiro a 16 de setembro de 2022, sendo substituída por A Sonhadora. 
No Brasil, a trama foi exibida na íntegra pelo Viva com o título O Segredo de Feriha de 12 de agosto de 2024 a 10 de abril de 2025 em 174 capítulos, substituindo Fatmagul na faixa das 20h30. Foi a última novela estrangeira da faixa, que teve o espaço ocupado pelas reprises dos humorísticos Toma Lá, Dá Cá e Tapas & Beijos.